# Carlos Gustavo Cano
Carlos Gustavo Cano Sanz (Ibagué, Tolima, 5 de septiembre de 1946) es un economista y político colombiano. Fue ministro de agricultura durante el gobierno de Álvaro Uribe Vélez desde 2002 a 2005.

## Biografía
Graduado de la Universidad de los Andes en 1970, con posgrados en Economía de la Universidad de Lancaster (1972), en Gobierno y en Economía Internacional de la Universidad de Harvard (1981) y en Alta Dirección Empresarial en el INALDE (1986). Entre 1973 y 1974 fue director Financiero y de Exportaciones de la empresa Textiles Espinal (Texpinal), de 1979 a 1982 laboró como Gerente del Complejo Agroindustrial del Tolima (Catsa), Gerente de la Federación Nacional de Arroceros (FedeArroz), Presidente de la Sociedad de Agricultores de Colombia (SAC) entre 1990 y 1991. Fue consultor internacional en Planeación Estratégica para el Instituto Interamericano para la Agricultura (IICA) en Costa Rica entre 1992 y 1993.
En 1993 fundó la Corporación Colombia Internacional que dirigió desde su fundación hasta 1995, cuando fue nombrado Presidente de la Caja Agraria. Se mantuvo en la Caja Agraria hasta 1999. Fue consultor para el IICA nuevamente en 1999 en Desarrollo Alternativo y Competitividad para la región Andina.

### Ministro de Agricultura y Desarrollo Rural
El 7 de agosto de 2002 fue nombrado por el presidente de Colombia, Álvaro Uribe como Ministro de Agricultura, donde estuvo encargado de implementar las reformas que llevaron al ministerio a fusionarse con otras entidades y llamarse Ministerio de Agricultura y Desarrollo Rural. El ministro Cano realizó una visita al Japón del 14 al 17 de septiembre de 2004, donde se reunió con el Comité Empresarial Japón-Colombia del Nippon Keidanren, con el GLOBE Japan, con su homólogo, Yoshiyuki Kameri, con la Liga Parlamentaria de Amistad Japón-Colombia y presentó el Megaproyecto Gaviotas II en el 10th Anniversary World Congress Zero Emissions. Luego visitó la Japan International Cooperation Agency (JICA), se reunió con el Viceministro del Medio Ambiente, Shuichi Kato y volvió a presentar el Megaproyecto Gaviotas II ante el ministro de Economía, Tecnología e industria. Antes de finalizar su visita al Japón reuniéndose con Natsourse Japan se entrevistó con reprepresentante del Japan Bank for International Cooperation (JBIC).
Salió del ministerio el 3 de febrero de 2005.

### Junta Directiva del Banco de la República
Fue codirector de la Junta Directiva del Banco de la República de Colombia, tras ser nombrado por el presidente Álvaro Uribe junto a Juan Mario Laserna. Permaneció en dicha junta hasta febrero de 2023.

## Obras
Algunas de las obras escritas por Cano:
- Manejo social del campo, 2002-2006. Ministerio de Agricultura y Desarrollo Rural, 2004
- Manejo social del campo. Ministerio de Agricultura y Desarrollo Rural, República de Colombia, 2004
- Después Del TLC, qué?. Intermedio, ISBN 958-709-468-9 (958-709-468-9)
- La Nueva Agricultura: Una Contribución Al Proceso De Paz En Colombia. Fundación Social, ISBN 958-601-856-3 (958-601-856-3)
- Biotecnología y propiedad intelectual en el agro. Ministerio de Agricultura y Desarrollo Rural, República de Colombia, 2004.
- Tipo De Cambio Real Y Empleo: Argentina, Brasil, Chile, Colombia Y México por Roberto Frenkel y Carlos Gustavo Cano. Colegio de Estudios Superiores de Administración, CESA, ISBN 958-97648-0-0 (958-97648-0-0)